# Psylla erhaili
Psylla erhaili är en insektsart som beskrevs av Yang och Li 1984. Psylla erhaili ingår i släktet Psylla och familjen rundbladloppor. Inga underarter finns listade i Catalogue of Life.